# Oulainen
Oulainen ( svenskt namn: Oulais) är en stad i landskapet Norra Österbotten i Finland. Oulainen har 7 102 invånare och har en yta på 597,53 km². 
Grannkommuner är Alavieska, Haapavesi, Merijärvi, Pyhäjoki, Brahestad och Ylivieska.
Oulainen är en enspråkigt finsk kommun.

## Administrativ historik
Oulainens kommun blev köping 1967 och stad 1977.

## Tätorter
Vid tätortsavgränsningen den 31 december 2021 fanns endast en tätort inom Oulainens stads område: Oulainens centraltätort med 5 101 invånare.

## Styre och politik

### Mandatfördelning i Oulainens stad, valen 1976–2021
| 5 | 2 |  | 15 |  | 3 |

| 4 | 3 |  | 15 |  | 3 |

| 4 | 4 | 2 | 20 |  | 4 |

| 4 | 3 | 2 | 21 |  | 4 |

| 4 | 5 |  | 19 | 6 |

| 3 | 4 | 21 |  | 6 |

| 2 | 5 | 22 |  | 5 |

|  | 6 | 22 | 6 |

| 25 | 10 |

| 2 | 6 |  | 20 | 6 |

| 24 | 11 |

|  | 3 | 3 | 16 | 4 |

| 19 | 8 |

| 2 | 3 |  | 16 |  | 4 |

| 17 | 10 |

|  | 3 | 4 | 12 | 4 | 3 |

| 18 | 9 |

### Vänorter
Oulainen har fyra vänorter:
- Hørsholms kommun, Danmark
- Karksi, Estland
- Leksands kommun, Sverige
- Lillehammers kommun, Norge

## Befolkning

### Befolkningsutveckling
| Befolkningsutvecklingen i Oulainens stad 1975–2020                                                           | Befolkningsutvecklingen i Oulainens stad 1975–2020 | Befolkningsutvecklingen i Oulainens stad 1975–2020 | Befolkningsutvecklingen i Oulainens stad 1975–2020 | Befolkningsutvecklingen i Oulainens stad 1975–2020 |
| --- | -------------------------------------------------- | -------------------------------------------------- | -------------------------------------------------- | -------------------------------------------------- |
| |                                                    |                                                    |                                                    |                                                    |
| År |                                                    |                                                    | Folkmängd                                          |                                                    |
| 1975 | 1975                                               |                                                    | 7 404                                              |                                                    |
| 1980 | 1980                                               |                                                    | 7 885                                              |                                                    |
| 1985 | 1985                                               |                                                    | 8 225                                              |                                                    |
| 1990 | 1990                                               |                                                    | 8 324                                              |                                                    |
| 1995 | 1995                                               |                                                    | 8 444                                              |                                                    |
| 2000 | 2000                                               |                                                    | 8 203                                              |                                                    |
| 2005 | 2005                                               |                                                    | 8 101                                              |                                                    |
| 2010 | 2010                                               |                                                    | 7 889                                              |                                                    |
| 2015 | 2015                                               |                                                    | 7 610                                              |                                                    |
| 2020 | 2020                                               |                                                    | 7 155                                              |                                                    |
| Anm: Uppgifterna avser förhållandena den 31 december nämnda år enligt områdesindelningen den 1 januari 2022. |                                                    |                                                    |                                                    |                                                    |

### Språk
Befolkningen efter språk (modersmål) den 31 december 2021. Finska, svenska och samiska räknas som inhemska språk då de har officiell status i landet. Resten av språken räknas som främmande. För språk med färre än 10 talare är siffran dold av Statistikcentralen på grund av sekretesskäl.
| Språk                        | Talare 2021-12-31 | Talare 2021-12-31 |
| Språk                        | Antal             | Andel (%)         |
| ---------------------------- | ----------------- | ----------------- |
| Hela befolkningen            | 7 102             | 100,0             |
| Inhemska språk totalt        | 6 996             | 98,5              |
| Finska                       | 6 986             | 98,4              |
| Svenska                      | 10                | 0,1               |
| Främmande språk totalt       | 106               | 1,5               |
| Ryska                        | 33                | 0,5               |
| Annat språk                  | 13                | 0,2               |
| Språk med färre än 10 talare | 60                | 0,8               |

|  | Finska (98,4 %) |

|  | Svenska (0,1 %) |

|  | Främmande språk (1,5 %) |

|  | Finska (98,4 %) |

|  | Svenska (0,1 %) |

|  | Främmande språk (1,5 %) |